# Krupki
Krupki (biał. Крупкі) – miasto na Białorusi w obwodzie mińskim, stolica rejonu krupkowskiego; 8,6 tys. mieszkańców (2010).
Podczas okupacji hitlerowskiej, w sierpniu 1941 roku Niemcy utworzyli getto dla żydowskich mieszkańców. Przebywało w nim około 1000 osób. 18 września 1941 roku wszyscy mieszkańcy getta żydowskiego w Krupkach, zostali wymordowani przez sekcję Einsatzkommando 8 oraz 12 kompanię 354 pułku piechoty Wehrmachtu, dowódca akcji Werner Schönemann.